# Achille e Patroclo

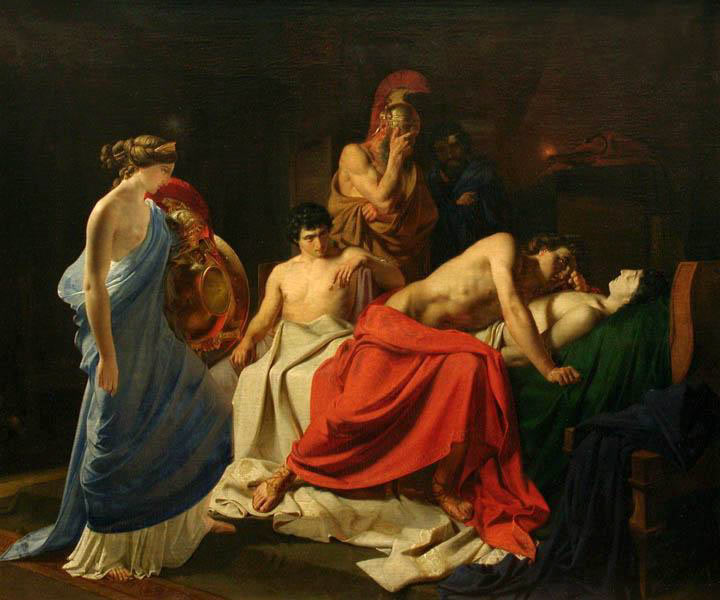
Achille piange disperato sul corpo morto di Patroclo (dipinto di Nikolaj Ge)

Il rapporto tra Achille e Patroclo è uno degli elementi chiave dei miti associati alla guerra di Troia: quale sia stata la sua effettiva natura e fino a che punto si sia spinta questa relazione tra i due eroi è stata oggetto di controversie sia nel periodo antico sia nei tempi moderni.
Sappiamo, però, che nel periodo antico era abituale avere relazioni omosessuali. Esattamente si pensa che i due avessero avuto una relazione.
Nell'Iliade i due sono legati da un rapporto particolarmente intenso: Achille si dimostra esser sempre molto gentile e preoccupato nei confronti del compagno d'armi, quando invece appare spietato, insensibile e arrogante con tutti gli altri, siano essi nemici o alleati. I commentatori dell'epica classica hanno facilmente tradotto il rapporto esistente tra i due attraverso la lente interpretativa della propria cultura. Ad Atene durante il V secolo a.C. il rapporto è stato volentieri considerato alla luce tradizionale della pederastia pedagogica.
Mentre alcuni scrittori e lettori contemporanei mantengono il punto di vista pederastico, altri ritengono invece sia esistito un legame amoroso fra i due. 

## Nell'Iliade
οὐλομένην, ἣ μυρί’ Ἀχαιοῖς ἄλγε’ ἔθηκε,

πολλὰς δ’ ἰφθίμους ψυχὰς Ἄϊδι προΐαψεν»
(Iliade I, 1-3; traduzione di Guido Paduano)
La figura dell'eroe Achille, figlio di Peleo, apre il poema omerico. La sua ira è contro Agamennone che lo ha privato del premio di battaglia a cui lui teneva di più, Briseide.
L'intenso legame degli eroi Achille e Patroclo è esplicitamente menzionato nei versi omerici, sconfinando, per diversi autori, dal campo dell'eccellenza militare e della solidarietà cameratesca per manifestarsi in un rapporto di intensa passione.
Il poeta non ritrae i due come amanti ("ma, - come nota David M. Halperin, - anche lui ha davvero fatto poco per escludere una tal interpretazione, […]"); abbiamo tuttavia testimonianze che, già dal V secolo avanti Cristo, ciò veniva attestato: Eschilo nei framm. 135-136 della tragedia perduta I Mirmidoni; Platone, nel Simposio, lo fa dichiarare da Fedro (179e–180b); infine Eschine nel suo Contro Timarco (133, 141–50).
Così la scrittrice e giurista italiana Eva Cantarella: 
(Eva Cantarella, Secondo natura. La bisessualità nel mondo antico, Biblioteca Universale Rizzoli, Roma, 1988)
A causa di questa forte relazione, la morte di Patroclo sul campo di battaglia diventa per Achille la motivazione principale del suo tornare a combattere, dopo che si era sdegnosamente ritirato dalla guerra a causa del grande contrasto avuto con Agamennone. La scomparsa del compagno sta alla base di una vastità di emozioni ed azioni espresse dall'eroe nei confronti dell'evento bellico e che si trascineranno drammatizzate al massimo grado per tutto il resto del poema.
Il critico anglosassone contemporaneo Gregory Nagy sottolinea che il posto più alto nella scala degli affetti di Achille spetta di diritto a Patroclo: «difatti Patroclo è per Achille πολὺ φίλτατος… ἑταῖρος-l'hetairos che è di gran lunga il più philos (XVII 411, 655)». Hetairos (ἑταῖρος) significa compagno e in Omero viene solitamente utilizzato per indicare i guerrieri che prendono ordini da uno stesso comandante (compagni d'arme, quindi); mentre la sua forma femminile etera sarebbe stato utilizzato in seguito per le cortigiane, hetairos indicava ancora essenzialmente un soldato in epoca ellenistica (e fino quasi ad arrivare a quella bizantina a volte). Nei testi antichi philos (φίλος) denota un tipo generico di amore che è utilizzato tra familiari o tra amici, o per indicare gli appassionati ad uno stesso argomento (philos-sophia è "amore per la sapienza"), ma poteva anche essere usato tra amanti.
Sebbene la maggior parte dei guerrieri Achei lotti per la fama personale o per la gloria della loro polis, dopo la morte di Patroclo si vedrà chiaramente Achille combattere solo per lui, per l'amico, in nome del compagno-hetairos.
Uno dei momenti culminanti di tutta la narrazione per il prosieguo della storia, e in cui si tocca l'acme della drammaticità, è quando Achille viene a sapere da Antiloco, figlio di Nestore, la morte di Patroclo:
ἀμφοτέρῃσι δὲ χερσὶν ἑλὼν κόνιν αἰθαλόεσσαν

χεύατο κὰκ κεφαλῆς, χαρίεν δ' ᾔσχυνε πρόσωπον·

νεκταρέῳ δὲ χιτῶνι μέλαιν' ἀμφίζανε τέφρη.

αὐτὸς δ' ἐν κονίῃσι μέγας μεγαλωστὶ τανυσθεὶς

κεῖτο, φίλῃσι δὲ χερσὶ κόμην ᾔσχυνε δαΐζων.»
(Iliade XVIII, 22-27; traduzione di Guido Paduano)
χεῖρας ἔχων Ἀχιλῆος· ὃ δ' ἔστενε κυδάλιμον κῆρ·

δείδιε γὰρ μὴ λαιμὸν ἀπαμήσειε σιδήρῳ.»
(Iliade XVIII, 32-34; traduzione di Guido Paduano)
Il corpo di Patroclo viene difeso dai Greci e riportato al campo acheo, e qui Achille inizia il compianto:
χεῖρας ἐπ' ἀνδροφόνους θέμενος στήθεσσιν ἑταίρου

πυκνὰ μάλα στενάχων ὥς τε λὶς ἠϋγένειος,

ᾧ ῥά θ' ὑπὸ σκύμνους ἐλαφηβόλος ἁρπάσῃ ἀνὴρ

ὕλης ἐκ πυκινῆς· ὃ δέ τ' ἄχνυται ὕστερος ἐλθών»
(Iliade XVIII, 316-319; traduzione di Guido Paduano)
Il linguaggio dei lamenti di Achille sarà molto simile a quello usato poi da Andromaca davanti al cadavere del marito Ettore, ucciso proprio da Achille. Teti ha difatti spinto il figlio a tornare sul campo di battaglia e qui egli, con l'unico scopo di vendicare Patroclo, si aggira assetato di sangue alla ricerca del suo uccisore: Ettore comprende molto presto di non aver alcuna possibilità di sopravvivere allo scontro con l'eroe furente. Torna a combattere, anche se gli Dèi lo avevano ben preavvertito che ciò gli sarebbe costato a sua volta la vita.
L'attaccamento di Achille e Patroclo divenne subito un legame archetipico maschile per molte coppie di uomini nella cultura greca: da Damone e Pizia fino ad Armodio e Aristogitone..
Nella mitologia classica vi sono comunque altre coppie di guerrieri che volentieri affrontano il pericolo e finanche la morte l'uno stretto accanto all'altro, come Eurialo e Niso (Virgilio, Eneide, V e IX), Oreste e Pilade (Eschilo, Orestea), Ati e Licabas (Ovidio, Metamorfosi, V): in particolare Ati e Achille sono semidei, nati ambedue da ninfe.

## Interpretazione classica del mito come relazione pederastica

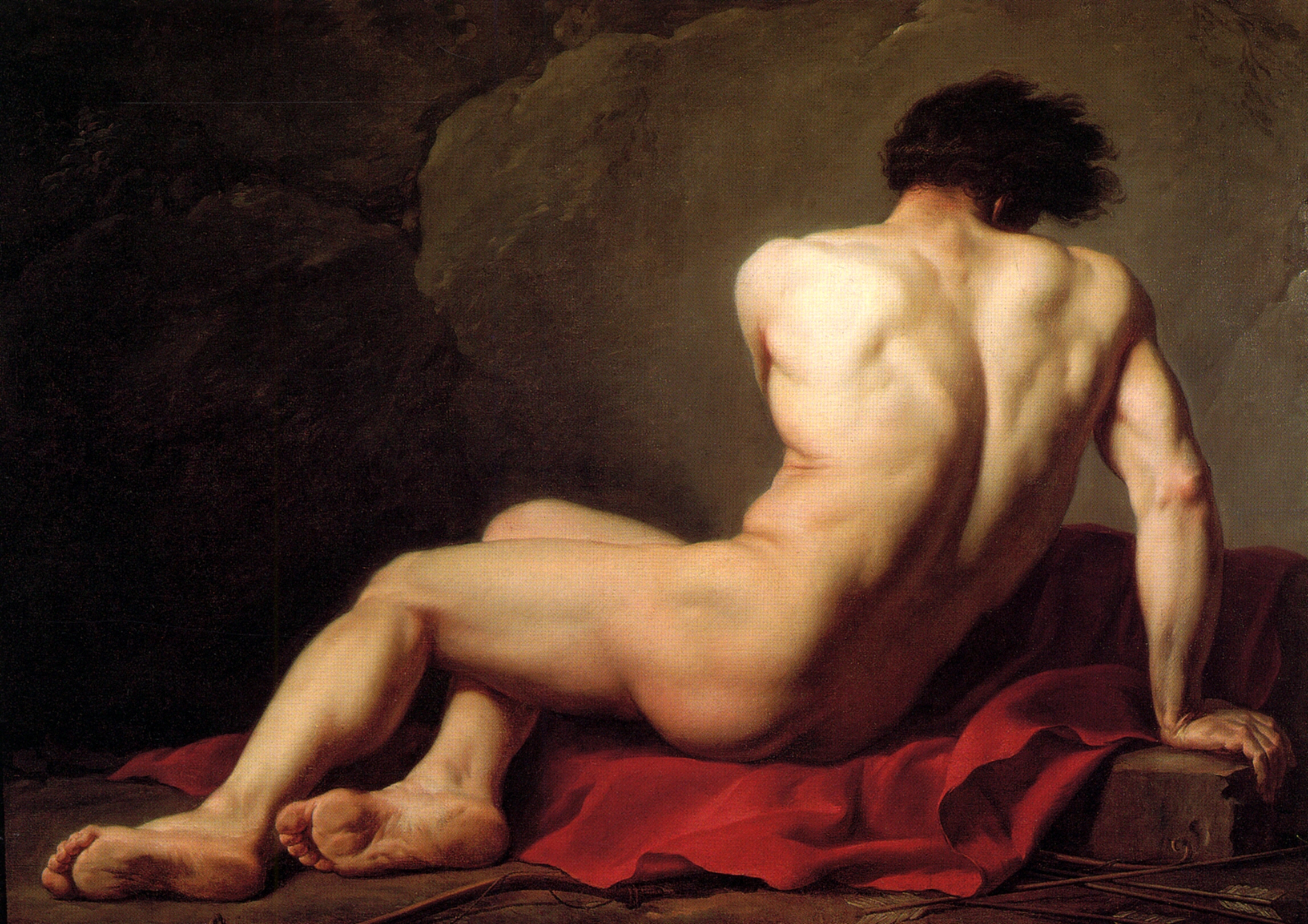
Patroclo, quadro di Jacques-Louis David

Durante il V e il IV secolo a.C. la relazione tra Achille e Patroclo è stata ritratta sempre più come un rapporto pederastico tra eromenos ed erastès (questo ce lo dice Eschilo ne I Mirmidoni, tragedia quasi perduta interamente, nella quale questa relazione risulta invertita così come è invertito il rapporto d'età). Omero indica Achille come il più giovane, il quale risulta dominante avendo maggior fama di guerriero (questo fa sostenere Platone a Fedro nel Simposio); mentre Patroclo, il più adulto, svolge ruoli di servizio come occuparsi della cucina o prendersi cura dei cavalli.
Di molto successivo al testo omerico lo Pseudo-Apollodoro (Biblioteca, libro III, 13, 8) e Publio Papinio Stazio (poeta latino del I secolo) nella sua Achilleide ci mostrano l'eroe (mentre si nasconde travestito da donna a Sciro perché la madre vuole impedirgli di partecipare alla guerra) come marito di Deidamia e padre di Neottolemo: quest'ultimo avrebbe anche preso parte alle fasi finali della guerra di Troia, giovanissimo, dopo la morte del padre (cfr. Achille a Sciro).
Nella tragedia i Mirmidoni, Eschilo indica la relazione tra i due eroi come esplicitamente sessuale ed assegna ad Achille il titolo di erastes e protettore: in un frammento superstite l'eroe parla di una "unione devota delle cosce" indicando il sesso intercrurale, quello utilizzato maggiormente nelle relazioni pederastiche.
Platone presenta attorno al 385 a.C. i due come amanti nel Simposio: il giovane Fedro li indica qual esempio di amanti divinamente approvati. Egli sostiene inoltre che Eschilo ha commesso un errore nell'indicare Achille quale erastes in quanto era proprio l'eroe dall'ira facile il più giovane (difatti era ancora imberbe) e colui che eccelleva in bellezza.
Eschine nel 345 a.C. nel porre l'accento sull'importanza della pederastia greca sostiene che, anche se Omero non lo indica esplicitamente, le persone colte dovrebbero esser in grado di leggere tra le righe: «si nasconde il loro amore e si evita di dare un nome alla loro amicizia, pensando che la straordinaria grandezza del loro affetto si manifesta per quello che realmente è agli ascoltatori più sapienti».
Quando Alessandro Magno giunse sulla piana di Troia assieme al suo amante Efestione nel 334 a.C., all'inizio della grande campagna asiatica che li avrebbe portati di lì a poco fino ai confini del mondo conosciuto, l'India, andarono ad onorare il sacro tumulo innalzato a perenne memoria di Achille e Patroclo: questo di fronte a tutto l'esercito schierato, e dunque si trattò di un'esplicita dichiarazione sulla natura del loro legame. L'azione compiuta da Alessandro dimostra poi l'importanza percepita al tempo del rapporto esistente tra i due eroi.
Alcuni tentativi di rivedere il testo di Omero furono intrapresi da Aristarco di Samotracia intorno al 200 a.C. sostenendo che il sommo poeta non intendeva indicare i due come amanti, ma che ciò è stata solo un'interpolazione successiva.
Alcuni versi di Licofrone di Alessandria d'Egitto, autore del III secolo, sembrano indicare qual movente dell'uccisione di Troilo da parte di Achille, proprio un amore non corrisposto.
Per tutto il periodo ellenistico e poi durante l'impero romano Achille e Patroclo vengono presentati come amanti.

## Interpretazioni post-classiche e rivisitazioni moderne
Come regola generale la tradizione post-classica mostra un Achille perfettamente eterosessuale avere un'esemplare amicizia del tutto asessuata con Patroclo. Gli scrittori medioevali cristiani, coerentemente con l'Iliade, non fanno menzione di sfumature omoerotiche della storia.
- David Halperin nel suo saggio intitolato Gli eroi e i loro amici mette a confronto le tradizioni di Gilgamesh con Enkidu e Davide con Gionatan, le quali son quasi contemporanee alla composizione dell'Iliade e sostiene che mentre nessuno di questi tre rapporti sia indicato come esplicitamente sessuale all'interno del contesto letterario e sociale in cui si sono venute a creare, tutte d'altra parte dimostrano inequivocabilmente quanto intensamente omoerotiche fossero le amicizie guerriere tra maschi[12].

- William Shakespeare in Troilo e Cressida raffigura i due eroi come amanti, con la decisione di Achille di trascorrere tutto il tempo all'interno della tenda dell'amato.

- In molti romanzi storici dell'autrice britannica Mary Renault sono contenuti frequenti riferimenti simbolici ad Achille e Patroclo: la coppia per lei rappresenta un modello di amore cameratesco omosessuale con caratteri pederastici.

- Nel romanzo di Christa Wolf intitolato Cassandra, Achille è presentato come un maschio omosessuale che si trova ad essere in un certo qual modo in conflitto con sé stesso.

- Il film Troy presenta Patroclo come un parente più giovane di Achille, deprivando la storia d'un qualsiasi aspetto romantico o sessuale (per altro non del tutto esplicito nei poemi omerici); laddove invece Omero afferma chiaramente che Patroclo era il più grande di età tra i due, oltre ad esser quello col carattere più responsabile.

- Nel musical Spring Awakening ad un certo punto un ragazzo implora un altro di fare un po' di Achille e Patroclo: i due personaggi sono poi mostrati in una relazione omosessuale.

- Nel romanzo di fantascienza di Dan Simmons intitolato Ilium Achille e Patroclo hanno un forte legame di fratellanza guerriera, ma vengono mostrati anche nell'impegnarsi in un'orgia.

- Nel romanzo di Madeline Miller La canzone di Achille viene mostrato il rapporto d'amore tra Achille e Patroclo dagli inizi fino alla morte di Achille, e di come l’”aristos achaion” (migliore tra i Greci) abbia volutamente ucciso Ettore per porre fine alla tragedia avvenuta il giorno prima, ovvero la perdita del suo “therapon” (pari compagno d’armi e il più caro) Patroclo. Prima di venire ucciso da Paride, Achille ordina ai membri dell’accampamento di riporre le sue ceneri nella stessa coppa di quella del suo amato. Il suo desiderio viene compiuto e il nome di Patroclo viene inciso dalla stessa Teti, dea progenitrice del Pelide, in modo che lo spirito del principe esule Meneziade (Epiteto: patronimico di Patroclo, figlio di Menezio re di Opunte) riposasse in eterno insieme all’anima di colui che scelse la morte, invece di vivere una vita senza il suo vero amore.